# Golczewo Wąskotorowe
Golczewo Wąskotorowe – nieczynna wąskotorowa stacja kolejowa w Golczewie, w województwie zachodniopomorskim, w Polsce.